# Антисемітські заворушення в Махачкалі
Антисемітські заворушення в аеропорту Махачкали сталися увечері 29 жовтня 2023 року на ґрунті ісламського антисемітизму. Прибуття рейсу з Тель-Авіва на тлі закликів вигнати євреїв із регіону стало приводом для масового виступу місцевих мусульман у міжнародному аеропорту Уйташ. Заворушники захопили будівлю аеропорту і намагалися штурмувати авіалайнер, що прилетів. Унаслідок зіткнень із пасажирами інших рейсів та поліцією постраждали понад 20 людей, 60 затримано. Слідчий комітет порушив кримінальну справу щодо масових заворушень. Російська влада назвала винуватцями цих подій західні країни, які нібито організували провокацію. Раніше серія антисемітських атак сталася також у Нальчику, Хасавюрті та Черкеську.

## Передумови
Наприкінці жовтня 2023 року на тлі конфлікту Ізраїлю та ХАМАСу на Північному Кавказі — у Республіці Дагестан та Карачаєво-Черкесії — розпочалися протестні акції на підтримку Палестини. 28 жовтня у Черкеську пройшов мітинг, на якому мітингувальники вимагали не пускати в республіку громадян Ізраїлю. У ніч проти 29 жовтня жителі Дербента протестували проти вигаданого заселення біженців з Ізраїлю до місцевих готелів. У Нальчику в Кабардино-Балкарії були підпалені покришки на будівництві єврейського культурного центру, що будується, на стіну був нанесений напис «смерть яхудам».

## Передісторія
Рейси з Тель-Авіва в Махачкалу з лютого 2023 року використовувалися як транзитні для перельоту в Москву, квитки на такий маршрут коштували дешевше, ніж на прямий переліт.
Журналісти інтернет-видання «Холод» звернули увагу, що перше повідомлення про біженців, яких нібито вже «повно в Дербенті», з'явилося 8 жовтня у чаті каналу «Эхо Дагестана» від імені адміністраторів пабліку наступного дня після нападу ХАМАСу на Ізраїль. Через три дні, 11 жовтня, той самий канал писав, ніби «біженці з Ізраїлю сьогодні прибудуть до Махачкали». Крім того, канал вказав час прибуття рейсу та розмістив фотографію з аеропорту Тель-Авіва. 28 та 29 жовтня у каналі «Ранок Дагестан» з'явилися повідомлення про те, що на Північний Кавказ нібито їдуть «біженці з Ізраїлю». Канал закликав «зустріти їх по-дорослому» в аеропорту Махачкали.
За твердженням Федора Клименка, який створював на замовлення Іллі Пономарьова мережу телеграм-каналів, до якої входив і «Ранок Дагестан», з липня 2022 року цей канал одноосібно контролював Абакар Абакаров — співголова Російського конгресу народів Кавказу (РКНК), ексредактор сайту «Ислам.ру». та співорганізатор салафітського медресе у Стамбулі, який підтримував ХАМАС щонайменше з 2014 року. Сам Пономарьов у різний час, аж до серпня 2023 року, робив суперечливі заяви — то називав себе «інвестором» каналу, то стверджував, що це його канал, то заявляв, що допомагав каналу «на старті».

## Перебіг подій
29 жовтня 2023 року о 19:17 за місцевим часом в аеропорт Махачкали прилетів рейс WZ 4728 Red Wings Airlines з Тель-Авіва.
Біля аеропорту почав збиратися натовп місцевих жителів, який досяг чисельності в 1,2 тисячі осіб (за даними МВС Дагестану). Заклики до антисемітських акцій поширював канал «Ранок Дагестан».
О 20:30 натовп прорвав оточення біля будівлі аеропорту, увірвався до будівлі, вибіг на льотне поле і почав обшукувати літаки в пошуках ізраїльтян. Натовп також зупиняв автобуси та легкові автомобілі у спробах знайти у пасажирів паспорти громадян Ізраїлю. Деякі демонстранти прийшли з прапорами Палестини, інші з антисемітськими плакатами. Протестувальники затримали лікаря з Узбекистану, вирішивши, що він єврей, і забрали у нього паспорт, зажадавши пояснень. Також нападу зазнав автобус із жінками, які лікували в Ізраїлі своїх дітей. Знайти євреїв погромникам, однак, не вдалося.
Пізніше Росавіація закрила аеропорт Уйташ і стала перенаправляти рейси до аеропорту Владикавказа. Згодом Росавіація повідомила, що, згідно з повідомленням льотного складу (NOTAM), аеропорт Махачкали закритий на прийом бортів попередньо до 2:59 за київським часом 6 листопада 2023 року.
Було створено оперативний штаб, його головою призначено главу Дагестану Сергія Мелікова.
Згідно з офіційним повідомленням Росавіації, о 22:20 аеропорт був звільнений від сторонніх осіб. РБК з посиланням на джерела в МВС Дагестану повідомило, що в заворушеннях брали участь близько 1200 осіб Пасажирів із Тель-Авіва, яким потрібна була пересадка в аеропорту Махачкали, поліцейські спочатку переховували в аеропорту. До 2-ї години пасажирів не випускали з аеропорту. До цього часу багато мітингувальників залишалися біля аеропорту, деякі намагалися потрапити на злітно-посадкову смугу. Пасажирів згодом вивезли військово-транспортним гелікоптером на базу Військово-космічних сил під Махачкалою, а наступного дня переправили в аеропорт Мінеральних Вод. За даними Baza, серед пасажирів було лише чотири особи з ізраїльським громадянством. Телеграм-канали повідомляли, що серед інших на борту була дитина з Дагестану, яка повернулася після лікування в Ізраїлі.

## Підсумки та наслідки
Ніхто з пасажирів рейсу з Тель-Авіва до Махачкали не постраждав. Аеропорт Махачкали залишався закритим на прийом та відправлення повітряних суден до 14-ї години 30 жовтня. Сума збитків аеропорту, за попередніми оцінками, склала не менше 285 млн рублів.
За повідомленням МОЗ Дагестану, під час заворушень постраждали понад 20 осіб, 10 з них отримали серйозні травми, двоє перебувають у вкрай тяжкому стані. Постраждали дев'ять співробітників поліції, двоє з них перебувають у лікарні.
Адміністрація Telegram заблокувала канал «Ранок Дагестану».

### Кримінальне розслідування
За фактом захоплення аеропорту в Махачкалі Слідчий комітет Дагестану порушив кримінальну справу за статтею 212 КК РФ про масові заворушення, покарання за якою передбачає позбавлення волі на строк від восьми до п'ятнадцяти років. Головне управління МВС Росії зі СКФО заявило, що особи всіх, хто брав участь у заворушеннях, будуть встановлені, оскільки в аеропорту працює відеоспостереження і немає сліпих зон.
До 5 листопада поліція затримала 201 особу, на 155 з них складено адміністративні матеріали.

## Реакція

### Усередині Росії
Ще 11 жовтня дагестанський політик Хаджимурат Абакаров, який раніше звертав увагу на «сліпу підтримку», яку частина дагестанців надає «представникам радикального ісламізму», написав у своєму телеграм-каналі:
Здається, що в аеропорту Махачкали сьогодні планується провокація.
Влада Дагестану публічно розцінила його повідомлення як фейк.
Головний рабин Росії Берл Лазар закликав віруючих різних конфесій зробити все можливе, щоб не дозволити екстремістам спалити мости дружби між народами багатонаціональної Росії, бо відновити їх буде непросто. Пізніше Берл Лазар закликав виключити «пропаганду ненависті» в Росії.
Голова Федерації єврейських громад Росії Олександр Борода закликав владу знайти і покарати організаторів та учасників заворушень.
Глава Дагестану Сергій Меліков заявив, що канал «Ранок Дагестан» адмініструється з території України, в антисемітських заворушеннях винні «куратори з-за кордону», назвавши погроми «спробою дестабілізувати ситуацію в республіці».
Євреїв можуть евакуювати з Дагестану, — заявив представник головного равінату в республіці Овадья Ісаков.
Представник МЗС Росії Марія Захарова заявила, що антисемітські заворушення стали результатом «провокації», організованої поза Росією, і що Україна відіграла в ній «безпосередню та ключову роль».
30 жовтня президент Путін провів нараду із силовиками через заворушення в Махачкалі. На нараді він наголосив, що істотну роль у подіях у Махачкалі відіграли Україна, а також спецслужби та еліти США. Зокрема, у Махачкалі, за словами Путіна, події були інспіровані через соціальні мережі, які діяли з території України під керівництвом агентури країн Заходу. Влада США назвала ці звинувачення абсурдними та «класичною російською риторикою».
Частина спортсменів, блогерів та релігійних діячів заступилися за учасників погромів та закликали звільнити від відповідальності учасників масових заворушень.

### За кордоном
29 жовтня канцелярія прем'єр-міністра Ізраїлю Беньяміна Нетаньягу заявила, що Ізраїль «чекає від російських правоохоронних органів захисту безпеки всіх ізраїльських громадян і євреїв, де б вони не перебували, і рішучих дій проти учасників заворушень і диких підбурювань, спрямованих проти євреїв та ізраїльтян».

Спільна заява канцелярії прем'єр-міністра та міністерства закордонних справ Ізраїлю щодо ситуації в Дагестані:
Держава Ізраїль серйозно ставиться до спроб завдати шкоди ізраїльським громадянам та євреям у всьому світі. Апарат прем'єр-міністра, МЗС та Головне управління національної безпеки (СНБ) стежать за розвитком подій на півдні Росії в Республіці Дагестан. Ізраїль очікує, що російські правоохоронні органи захищатимуть безпеку всіх ізраїльських громадян та євреїв, де б вони не знаходилися. Вони можуть діяти рішуче проти бунтівників та проти дикого підбурювання, спрямованого проти євреїв та ізраїльтян.
30 жовтня через заворушення в Махачкалі Рада національної безпеки та МЗС Ізраїлю підвищили рівень небезпеки поїздок ізраїльтян на Північний Кавказ до 4-го найвищого рівня. Ізраїльтянам рекомендується не відвідувати цей регіон, а тим, хто там знаходиться, залишити його.
30 жовтня представники адміністрації США та президент Ізраїлю Іцхак Герцог порівняли масові заворушення в Махачкалі з єврейськими погромами в Російській імперії. 31 жовтня президент Ізраїлю Іцхак Герцоґ заявив, що події в Махачкалі є чистим антисемітизмом і були спровоковані з боку. За його словами, це викликає шок і занепокоєння, але він радий тому, що російська влада взяла ситуацію під контроль.